# Псалом 31
Псалом 31 (у масоретській нумерації — 32) — 31-й псалом із Книги псалмів. Авторство псалому традиційно приписується Давидові. 
У псалмі 31 псалмоспівець (Давид) виражає свою радість з нагоди визволення з великих страждань. Псалом розділений на дві частини: у віршах 1–5 псалмоспівець проголошує радість, так як він бачить свою провину, яку сповіщає Бог, а у віршах 6–11 він виявляє свою впевненість у тому, що Бог є провідником на правильному шляху.
Псалмоспівцеві дуже важко переносити лихо, через яке він страждає, хоча ми не можемо точно знати його природу. Він прагне зрозуміти, звідки воно походить, тому що в той час нещастя вважалося наслідком гріхів, вчинених особою. Але далеко не маючи можливості чинити опір, ця подія змушує псалмоспівця відчути Боже прощення.

## Текст
| Вірш | Гебрейська мова                                                                  | Давньогрецька мова (Септуаґінта) | Латинська мова (Вульгата) | Українська мова (Переклад Хоменка)                                                                                                 |
| ---- | -------------------------------------------------------------------------------- | --- | --- | --- |
| 1    | לְדָוִד, מַשְׂכִּיל: אַשְׁרֵי נְשׂוּי-פֶּשַׁע; כְּסוּי חֲטָאָה                                            | Τῷ Δαυιδ· συνέσεως. Μακάριοι ὧν ἀφέθησαν αἱ ἀνομίαι καὶ ὧν ἐπεκαλύφθησαν αἱ ἁμαρτίαι·                                                                                  | [huic David intellectus] beati quorum remissae sunt iniquitates et quorum tecta sunt peccata                                                                              | Давида. Маскіл. Блажен, кому простилось беззаконня, кому гріх покрито.                                                             |
| 2    | אַשְׁרֵי אָדָם--לֹא יַחְשֹׁב יְהוָה לוֹ עָו‍ֹן; וְאֵין בְּרוּחוֹ רְמִיָּה                                   | μακάριος ἀνήρ, οὗ οὐ μὴ λογίσηται κύριος ἁμαρτίαν, οὐδὲ ἔστιν ἐν τῷ στόματι αὐτοῦ δόλος.                                                                               | Beatus vir cui non inputabit Dominus peccatum nec est in spiritu eius dolus                                                                                               | Блажен той, кому Бог вини не залічить, і в кого на душі нема лукавства.                                                            |
| 3    | כִּי-הֶחֱרַשְׁתִּי, בָּלוּ עֲצָמָי-- בְּשַׁאֲגָתִי, כָּל-הַיּוֹם                                            | ὅτι ἐσίγησα, ἐπαλαιώθη τὰ ὀστᾶ μου ἀπὸ τοῦ κράζειν με ὅλην τὴν ἡμέραν·                                                                                                 | Quoniam tacui inveteraverunt ossa mea dum clamarem tota die | Як я мовчав, ниділи мої кості серед мого безнастанного стогнання.                                                                  |
| 4    | כִּי, יוֹמָם וָלַיְלָה-- תִּכְבַּד עָלַי, יָדֶךָ:נֶהְפַּךְ לְשַׁדִּי-- בְּחַרְבֹנֵי קַיִץ סֶלָה                        | ὅτι ἡμέρας καὶ νυκτὸς ἐβαρύνθη ἐπ᾽ ἐμὲ ἡ χείρ σου, ἐστράφην εἰς ταλαιπωρίαν ἐν τῷ ἐμπαγῆναι ἄκανθαν. διάψαλμα.                                                         | Quoniam die ac nocte gravata est super me manus tua conversus sum in aerumna mea; dum configitur mihi ; [spina diapsalma]                                                 | Бо вдень і вночі твоя рука тяжіла надо мною, висохла моя сила, немов під літню спеку.                                              |
| 5    | חַטָּאתִי אוֹדִיעֲךָ, וַעֲו‍ֹנִי לֹא-כִסִּיתִי--אָמַרְתִּי, אוֹדֶה עֲלֵי פְשָׁעַי לַיהוָה;וְאַתָּה נָשָׂאתָ עֲו‍ֹן חַטָּאתִי סֶלָה | τὴν ἁμαρτίαν μου ἐγνώρισα καὶ τὴν ἀνομίαν μου οὐκ ἐκάλυψα· εἶπα ᾿Εξαγορεύσω κατ᾽ ἐμοῦ τὴν ἀνομίαν μου τῷ κυρίῳ· καὶ σὺ ἀφῆκας τὴν ἀσέβειαν τῆς ἁμαρτίας μου. διάψαλμα. | Delictum meum cognitum tibi; feci et iniustitiam meam non abscondi dixi confitebor adversus me iniustitiam meam Domino et tu remisisti impietatem peccati mei [diapsalma] | Я висповідав тобі гріх мій і не затаїв провини моєї. Я мовив: «Признаюсь Господеві в моїх провинах», і ти простив вину гріха мого. |
| 6    | עַל-זֹאת, יִתְפַּלֵּל כָּל-חָסִיד אֵלֶיךָ-- לְעֵת מְצֹא:רַק, לְשֵׁטֶף מַיִם רַבִּים-- אֵלָיו, לֹא יַגִּיעוּ          | ὑπὲρ ταύτης προσεύξεται πᾶς ὅσιος πρὸς σὲ ἐν καιρῷ εὐθέτῳ· πλὴν ἐν κατακλυσμῷ ὑδάτων πολλῶν πρὸς αὐτὸν οὐκ ἐγγιοῦσιν.                                                  | Pro hac orabit ad te omnis sanctus in tempore oportuno verumtamen in diluvio aquarum multarum ad eum non adproximabunt                                                    | Тому помолиться до тебе всяк побожний в час небезпеки. І під час повені вод великих — вони до нього не досягнуть.                  |
| 7    | אַתָּה, סֵתֶר לִי-- מִצַּר תִּצְּרֵנִי:רָנֵּי פַלֵּט; תְּסוֹבְבֵנִי סֶלָה                                     | σύ μου εἶ καταφυγὴ ἀπὸ θλίψεως τῆς περιεχούσης με· τὸ ἀγαλλίαμά μου, λύτρωσαί με ἀπὸ τῶν κυκλωσάντων με. διάψαλμα.                                                     | Tu es refugium meum a tribulatione quae circumdedit me exultatio mea erue me a circumdantibus me [diapsalma]                                                              | Ти — захист мій, ти збережеш мене від скрути, огорнеш мене радістю мого спасіння.                                                  |
| 8    | אַשְׂכִּילְךָ, וְאוֹרְךָ--בְּדֶרֶךְ-זוּ תֵלֵךְ; אִיעֲצָה עָלֶיךָ עֵינִי                                      | συνετιῶ σε καὶ συμβιβῶ σε ἐν ὁδῷ ταύτῃ, ᾗ πορεύσῃ, ἐπιστηριῶ ἐπὶ σὲ τοὺς ὀφθαλμούς μου.                                                                                | Intellectum tibi dabo et instruam te in via hac qua gradieris firmabo super te oculos meos                                                                                | «Навчу тебе й вкажу тобі дорогу, якою маєш ходити; дам тобі пораду; на тобі — моє око!                                             |
| 9    | אַל-תִּהְיוּ, כְּסוּס כְּפֶרֶד-- אֵין הָבִין:בְּמֶתֶג-וָרֶסֶן עֶדְיוֹ לִבְלוֹם; בַּל, קְרֹב אֵלֶיךָ                 | μὴ γίνεσθε ὡς ἵππος καὶ ἡμίονος, οἷς οὐκ ἔστιν σύνεσις, ἐν χαλινῷ καὶ κημῷ τὰς σιαγόνας αὐτῶν ἄγξαι τῶν μὴ ἐγγιζόντων πρὸς σέ.                                         | Nolite fieri sicut equus et mulus quibus non est intellectus in camo et freno maxillas eorum constringe qui non adproximant ad te                                         | Не будьте, як той кінь, немов віслюк той нерозумний, що запал їхній треба віжками й вудилом гамувати, а то до тебе не підійдуть».  |
| 10   | רַבִּים מַכְאוֹבִים, לָרָשָׁע: וְהַבּוֹטֵחַ בַּיהוָה--חֶסֶד, יְסוֹבְבֶנּוּ                                   | πολλαὶ αἱ μάστιγες τοῦ ἁμαρτωλοῦ, τὸν δὲ ἐλπίζοντα ἐπὶ κύριον ἔλεος κυκλώσει.                                                                                          | Multa flagella peccatoris sperantem autem in Domino misericordia circumdabit                                                                                              | Великих мук зазнають нечестиві; хто ж уповає на Господа, того огортає ласка.                                                       |
| 11   | שִׂמְחוּ בַיהוָה וְגִילוּ, צַדִּיקִים; וְהַרְנִינוּ, כָּל-יִשְׁרֵי-לֵב                                    | εὐφράνθητε ἐπὶ κύριον καὶ ἀγαλλιᾶσθε, δίκαιοι, καὶ καυχᾶσθε, πάντες οἱ εὐθεῖς τῇ καρδίᾳ.                                                                               | Laetamini in Domino et exultate iusti et gloriamini omnes recti corde | Радійте в Господі й веселітеся, праведні, і ликуйте, всі праві серцем.                                                             |

## Літургійне використання

### Юдаїзм
- Псалом 31 читають у деяких традиціях на свято Йом-Кіпур.
- Вірш 8 читають у молитвах перед настанням Рош га-Шана.

### Новий Завіт
Павло посилається на вірші 1 і 2 псалому в Посланні до Римлян (Рим. 4:7–8), пояснюючи спасіння вірою, а не ділами.

### Католицька церква
Згідно Статуту Бенедикта, у Середньовіччі у монастирях практикували читання чи спів цього псалому на нічних Богослужіннях у неділю. На сьогоднішній час псалом 31 співають або читають під час вечірніх у четвер першого тижня. 